# افشین
حیدر پسر کاووس، شاهزاده اُسروشَنَه (اُشروسَنَه)، که با نام افشین شناخته شده—اسروشنه، کوهستانی میان سمرقند و خوجنده است—از شخصیت‌های نامدار تاریخ ایران است که در سده‌های نخست پس از تسلط خلفای عباسی بر ایران می‌زیست.

## نام
«افشین» عنوان موروثی شاهان اسروشنه در آن زمان بوده‌است. «افشین» املای عربی «پِشین» (Pišīn) در پارسی میانه، یا همتای آن در یکی از دیگر زبان‌های ایرانی میانه (به ویژه سغدی)، و به باور برخی از زبان‌شناسان، به معنی شیر درنده است؛ این نام نهایتا از واژه اوستایی «پیسینه» (-Pisinah) ریشه گرفته است. به باور مینورسکی، «افشین» ریشه سغدی دارد. همچنین افشین ممکن است شکل دیگر واژه «اخشید» (از سغدی: xšyδ، xšēδ «به معنای پادشاه») باشد.اخشید لقب فرمانروایان سغد (اخشیدهای سغد) بود و پژوهشگران آن را از ریشه ایرانی قدیم خشاتا، به معنی «درخشنده، درخشان» یا از خشایاثیه، به‌معنای «پادشاه» (که منشأ لقب شاه نیز هست) می‌دانند. زمانی که اعراب برای نخستین بار بر منطقه اشروسنه دست یافتند، ساکنان بومی این ناحیه را مردمان ایرانی شرقی تشکیل می‌دادند، و شاهزادگانی با عنوان «افشین» بر این ناحیه و مردمان آن فرمان می‌راندند. به‌طور کلی افشین یک ایرانی محسوب می‌شود. دو منبع کلاسیک (و برخی از نویسندگان) وی را ترک معرفی می‌کند. او از یک منطقه فرهنگی ایرانی آمده که عموماً ترک به حساب نمی‌آمدند. این دوگانگی از آنجا به وجود آمده‌است که نویسندگان عرب واژه ترک را به صورت بی قاعده برای نیروهای تازه خلیفه که در میان آن‌ها برخی از ایرانی‌تباران فرغانه و اسروشنه نیز بودند بکار می‌بردند. به نوشته ابوالفضل بیهقی نام افشین، «اشناس» بوده‌است، ضبط مشهور در این کلمه به ضم اول است، اما بعضی از افاضل آن را به فتح اول [یعنی اَشناس] نیز آورده‌اند.
حمزه اصفهانی مورخ قرن سوم در شرح دیوان ابونواس می‌گوید:

شاهنشاهان ایران روا می‌داشتند که هر یک از شاهان اطراف خود را به نامی که بدان مشهورست بخوانند و مثلاً هر که را که شاه بامیان بود شیر می‌گفتند و هر که را شاه مرو بود کنارنگ می‌گفتند و شاه دماوند را مصمغان و شاه گرگان را صول (چول) و شاه طبرستان را بدشخواگرشاه و شاه اسروشنه را افشین و شاه سغد و فرغانه را اخشید می‌گفتند و می‌گفتند: اخشید سغد و اخشید فرغانه و شیر بامیان و کنارنگ مرو و افشین اسروشنه.

## سرگذشت
اَفشین یکی از سرداران ایرانی در دربار مأمون و المعتصم بالله خلفای عباسی بود. او در جنگ میان بابک خرم‌دین و خلیفه عرب، از جانب خلیفه، مأمور دستگیری بابک شد و او را به نیرنگ و پس از جنگ‌های بسیار دستگیر کرد و به خلیفه تحویل داد تا مورد توجه خلیفه قرار گیرد و به آرزوهای دیرین خود که رسیدن به ثروت و فرمانروایی خراسان بود برسد ولی طاهریان در خراسان، فرمانروایی داشتند از این رو افشین با طاهریان دشمنی می‌ورزید و به همین سبب مازیار را به خیزش بر خلیفه و دشمنی با طاهریان فراخواند و به او وعده کمک داد تا بتواند به وسیله او طاهریان را که در برابر آرزوهای خود می‌دید از میان بردارد اما مازیار به دست طاهریان افتاد و شکست خورد. افشین که جایگاه خود را در نزد خلیفه سست و همه آرزوهایش را بر باد رفته می دید چاره را در فرار دید و برای بدست آوردن فرصت فرار، تصمیم به برگزاری یک مهمانی گرفت تا در آن خلیفه و همراهانش را بکشد ولی یکی از یارانش به نام بیژن این نقشه را به خلیفه می‌گوید و افشین و کسان او اسیر می‌شوند.
پس از دستگیری افشین توسط ماموران معتصم (خلیفه عباسی)، محاکمه سرایی که احمدبن ابی دواد، قاضی القضات و محمدبن عبدالملک زیات، دادستان آن بود و احضار افرادی از جمله مازیار (شاهزاده طبرستان) برای مواجهه با افشین در محاکمه سرا برای مجازات او، تشکیل شد.
نوشته اند که او در زندان مُرد. حمدون بن اسماعیل در حال بازگشت از پیش او بود که به او گفتند افشین مرده است. افشین نه تنها خود به آرزوهایش نرسید بلکه بابک و مازیار را هم طعمه رسیدن خود به قدرت خراسان کرد.

## سرنوشت فرزند افشین
در سیاست نامه نوشته خواجه نظام الملک توسی نویسنده نامدار سده پنجم هجری که در آن چگونگی مبارزه و دستگیری و سرنوشت خانواده بابک خرمدین ، افشین و مازیار را شرح داده شده است. در این کتاب نقل است که روزی معتصم سه بار پیاپی شراب می‌نوشد و به حجره‌ای می‌رود باز از حجره در می‌شود و حجره‌ای دیگر می‌رود و سه بار از حجره‌ای به حجره‌ای دیگر وارد می‌آید و در آخر پس از غسل کردن، نماز شکر می‌خواند. قاضی یحیی، وزیر معتصم که از این کار متعجب گشته بود، علت را پرسید و خلیفه پاسخ گفت: نماز شکر‌، به خاطر نعمتی از نعمت‌های خدای عزوجل که امروز به من ارزانی داشت‌؛ که در این ساعت از سه دختر پرده‌ی بکارت برداشتم‌؛ که هر سه از دشمنان من بودند؛ یکی دختر بابک خرمدین، دیگر دختر افشین و سومی دختر مازیار؛ این نوشته از چاپ های پس از انقلاب ۱۳۵۷ حذف شده و و صرفا در چاپ های دوران شاهنشاهی پهلوی دیده می شود.